# Xylopia mildbraedii
Xylopia mildbraedii Diels – gatunek rośliny z rodziny flaszowcowatych (Annonaceae Juss.). Występuje naturalnie w Kamerunie oraz Gabonie. 

## Morfologia
PokrójZimozielone drzewo dorastające do 6–20 m wysokości. Kora ma szarą barwę. Młode pędy są owłosione.
LiścieMają podłużny kształt. Mierzą 12–17 cm długości oraz 3–5,5 szerokości. Są skórzaste, owłosione od spodu. Nasada liścia jest prawie ostrokątna. Wierzchołek jest spiczasty. Ogonek liściowy jest owłosiony i dorasta do 4–5 mm długości.
KwiatySą pojedyncze. Rozwijają się w kątach pędów. Działki kielicha są owłosione, mają trójkątny kształt i dorastają do 5–7 mm długości. Płatki mają liniowy kształt i dorastają do 4,5–7 cm długości. Są owłosione, prawie takie same. Słupków jest do 7 do 10. Są omszone, mają podłużnie odwrotnie jajowaty kształt i mierzą 1–2 mm długości.